# Karanggebang
Karanggebang is een bestuurslaag in het regentschap Ponorogo van de provincie Oost-Java, Indonesië. Karanggebang telt 2732 inwoners (volkstelling 2010).